# テムコジャパン
株式会社テムコジャパンは、東京都杉並区に本社のある骨伝導通信機器・骨伝導補聴器・赤外線通信機器・無線通信機器のメーカーである。

## 製品
- 骨伝導通信機器
- 骨伝導補聴器
- 赤外線通信機器
- 無線通信機器
- 各種アクセサリー類